# Comuna Põltsamaa
Põltsamaa  este o comună (vald) din Comitatul Jõgeva, Estonia.

Comuna cuprinde un număr de 28 de sate și 2 târgușoare (alevik).
Reședința comunei este orașul Põltsamaa.

## Localități componente

### Târgușoare
- Adavere
- Kamari

### Sate
- Alastvere
- Annikvere
- Esku
- Kaavere
- Kablaküla
- Kaliküla
- Kalme
- Kuningamäe
- Lebavere
- Lustivere
- Mõhküla
- Mällikvere
- Neanurme
- Nõmavere
- Pauastvere
- Pilu
- Pudivere
- Puduküla
- Puiatu
- Rõstla
- Räsna
- Sulustvere
- Tõrenurme
- Umbusi
- Vitsjärve
- Võhmanõmme
- Võisiku
- Väike-Kamari